# Processus de Poisson composé
Un processus de Poisson composé, nommé d'après le mathématicien français Siméon Denis Poisson, est un processus stochastique en temps continu à droite limité à gauche (Càdlàg). C'est en particulier un processus de Lévy.

## Définition
Un processus de Poisson composé est un processus aléatoire indexé par le temps qui s’écrit {\displaystyle Z_{t}=\sum _{n=1}^{N_{t}}Y_{n}}
où {\displaystyle (N_{t})_{t\in [0,+\infty [}} est un processus de Poisson et {\displaystyle (Y_{i})_{i\in \mathbb {N} }} est une suite de variables aléatoires indépendantes et identiquement distribuées et indépendantes de {\displaystyle (N_{t})}.

## Propriétés

### Accroissements
Comme tout processus de Lévy, le processus de Poisson composé est à accroissements indépendants et à accroissements stationnaires. De plus, les lois de ses accroissements sont infiniment divisibles.

### Moments

#### Espérance
Moment d'ordre 1 —  Si {\displaystyle Y_{1}} admet un moment d'ordre 1, alors pour tout {\displaystyle t\in [0,+\infty [} la variable aléatoire {\displaystyle Z_{t}} possède un moment d'ordre 1 et 

#### Variance
Variance —  Si {\displaystyle Y_{1}} admet un moment d'ordre 2, alors pour tout {\displaystyle t}, {\displaystyle Z_{t}} admet un moment d'ordre 2 et on a

### Loi des grands nombres
On peut écrire une loi des grands nombres pour le processus de Poisson composé.
Théorème — Si les {\displaystyle Y_{i}} ont un moment d'ordre 2, alors

### Fonction caractéristique
La fonction caractéristique de {\displaystyle (Z_{t})_{t}} détermine entièrement sa loi de probabilité.
Théorème —  La fonction caractéristique d'un processus de Poisson composé {\displaystyle (Z_{t})_{t}} d'intensité {\displaystyle \lambda } s'écrit

### Théorème central limite
On peut établir un théorème de convergence pour le processus {\displaystyle (Z_{t})_{t}}.
Théorème —  Soit {\displaystyle (Z_{t})_{t}} un processus de Poisson composé d'intensité {\displaystyle \Lambda }. On suppose les {\displaystyle Y_{i}} centrées, réduites et indépendantes et identiquement distribuées. On a alors la convergence en loi suivante